# ファティフ・アキイェル
ファティフ・アキイェル（Fatih Akyel、1977年12月26日 - ）は、トルコの元サッカー選手。元トルコ代表。ポジションはディフェンダー。

## 来歴
1997年にトルコ代表デビュー。2002 FIFAワールドカップでは全7試合に出場、3位となった。2004年までに64試合に出場した。

## 代表歴

### 出場大会
- トルコ代表
  - 2002 FIFAワールドカップ

### 試合数
- 国際Aマッチ 64試合 0得点（1997年-2004年）[1]

| トルコ代表 | 国際Aマッチ | 国際Aマッチ |
| 年         | 出場        | 得点        |
| ---------- | ----------- | ----------- |
| 1997       | 3           | 0           |
| 1998       | 5           | 0           |
| 1999       | 5           | 0           |
| 2000       | 10          | 0           |
| 2001       | 9           | 0           |
| 2002       | 16          | 0           |
| 2003       | 12          | 0           |
| 2004       | 4           | 0           |
| 通算       | 64          | 0           |